# (934) Thüringia
(934) Thüringia és un asteroide que forma part del cinturó d'asteroides i que fou descobert el 15 d'agost de 1920 per Wilhelm Heinrich Walter Baade des de l'observatori d'Hamburg-Bergedorf, Alemanya.

## Designació i nom
Thüringia va ser designat al principi com 1920 HK.
Posteriorment, es va nomenar pel Thüringia, un vaixell que cobria la línia Hamburg-Estats Units.

## Característiques orbitals
Thüringia està situat a una distància mitjana de 2,746 ua del Sol, i pot acostar-s'hi fins a 2,145 ua. La seva excentricitat és 0,2191 i la inclinació orbital 14,07°. Triga a completar una òrbita al voltant del Sol 1663 dies.